# Усов, Аркадий Иванович
Арка́дий Ива́нович У́сов (1914 — ?) — советский футболист, вратарь. Мастер спорта СССР (1947).

## Карьера
Родом из футбольной семьи. Его отец Иван тренировал горловскую команду, а брат Валентин выступал за неё. Сам Аркадий также начинал играть в футбол в команде «Динамо» (Горловка).
С середины 1930-х годов по 1941 год выступал за команду Сталинградского тракторного завода.
После окончания войны играл за свердловское «Динамо».

## Статистика
| Команда              | Сезон | Чемпионат | Чемпионат | Чемпионат | Кубок | Кубок | Итого | Итого |
| Команда              | Сезон | Уров.     | Игры      | Голы      | Игры  | Голы  | Игры  | Голы  |
| -------------------- | ----- | --------- | --------- | --------- | ----- | ----- | ----- | ----- |
| Дзержинец-СТЗ        | 1936  | IV        | 3*        | −7*       | 3     | −3    | 6*    | −10*  |
| Трактор (Сталинград) | 1937  | IV        | 9         | −11       | 2     | −3    | 11    | −14   |
| Трактор (Сталинград) | 1938  | I         | 20        | −35       | 0     | −0    | 20    | −35   |
| Трактор (Сталинград) | 1939  | I         | 17        | −19*      | 1     | −3    | 18    | −22*  |
| Трактор (Сталинград) | 1940  | I         | 7         | −12       | —     | —     | 7     | −12   |
| Трактор (Сталинград) | 1941  | I         | 5         | −7        | —     | —     | 5     | −7    |
| Трактор (Сталинград) | Итого | Итого     | 58        | −84*      | 3     | −6    | 61    | −90*  |
| Всего                | Всего | Всего     | 61*       | −91*      | 6     | −9    | 67*   | −100* |

ФК «Трактор» Сталинград. 1938 год. Аркадий Усов шестой (в тёмной форме)

Примечание: знаком * отмечены ячейки, данные в которых возможно больше указанных.

## Стиль игры
Вот как вспоминал о Усове старший тренер сталинградского «Трактора» Юрий Ходотов:
Техничный, с хорошей реакцией и отличным выбором места, успешно играл на выходах и всегда стремился к активным действиям как в штрафной площади, так и за её пределами.